# Вібронна взаємодія
Вібронна взаємодія (також неадіабатична взаємодія або похідна взаємодія) в молекулі передбачає взаємодію між електронним та ядерним коливальним рухом.
Вібронна взаємодія — взаємодія між електронними та коливальними рухами в молекулярній частинці. 
Термін "вібронічний" походить від поєднання термінів "вібраційний" та "електронний", що позначає ідею, що в молекулі коливальний а електронні взаємодії взаємопов’язані та впливають одна на одну. Величина вібронного зв'язку відображає ступінь такого взаємозв'язку.
У теоретичній хімії вібронним зв’язком нехтують у межах наближення Борна — Оппенгеймера. Вібронні зв’язки мають вирішальне значення для розуміння неадіабатичних процесів, особливо поблизу точок конічного перетину.
Прямий розрахунок вібронної взаємодії не є загальним через труднощі, пов'язані з його оцінкою.